# Negreni (okręg Vâlcea)
Negreni – wieś w Rumunii, w okręgu Vâlcea, w gminie Mihăești. W 2011 roku liczyła 440 mieszkańców.